# استاورولا کوزامپولی
استاورولا کوزامپولی (انگلیسی: Stavroula Kozompoli؛ زادهٔ ۱۴ ژانویهٔ ۱۹۷۴) از برندگان مدال‌های بازی‌های المپیک تابستانی و بازیکن واترپلو اهل یونان است.